# Adriaen van de Velde
Pour les articles homonymes, voir Van de Velde.
Adriaen van de Velde, né vers le 30 novembre 1636 (date de baptême) à Amsterdam, où il est mort le 21 janvier 1672 , est un peintre, aquafortiste et sculpteur néerlandais

## Biographie

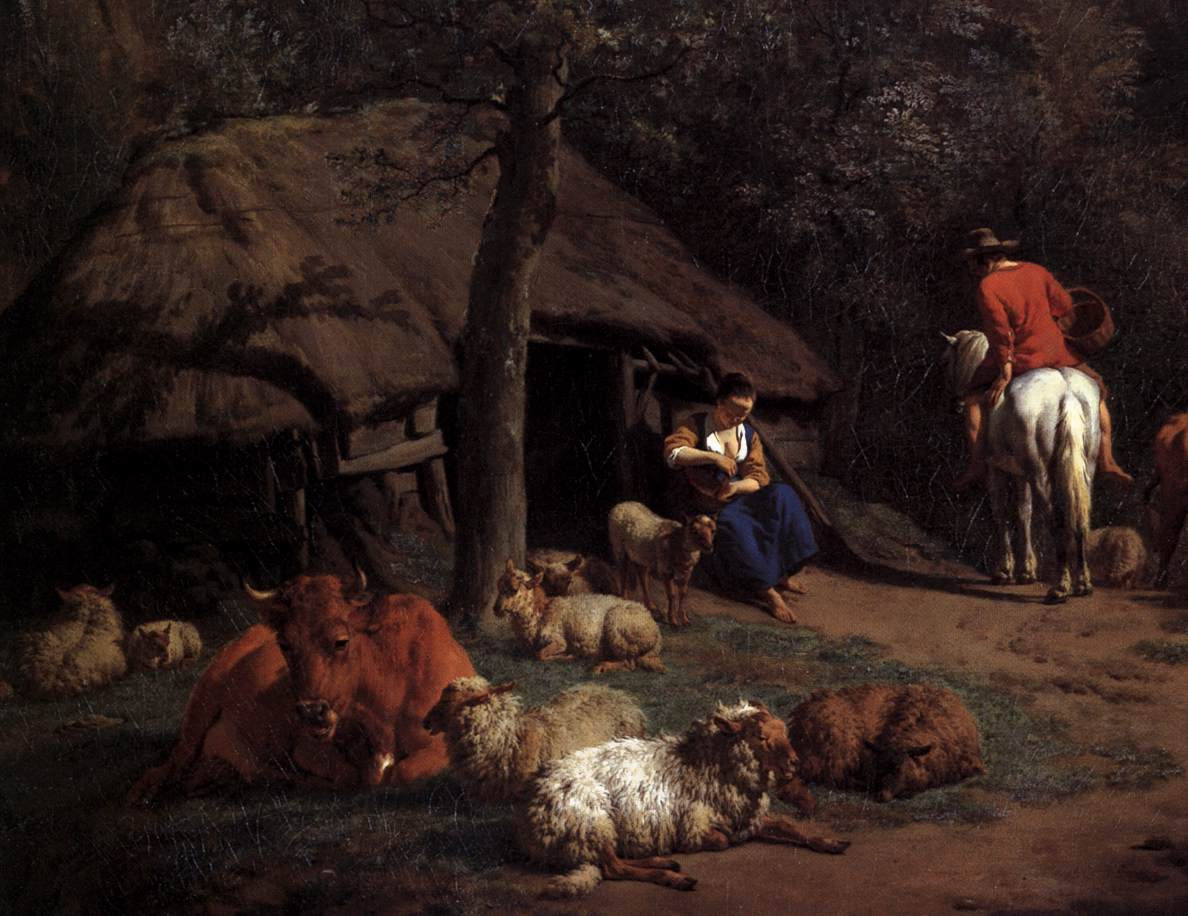
De Hut, 1671

Adriaen van de Velde est issu d'une importante famille de peintres hollandais. Il est le fils du dessinateur Willem van de Velde l'Ancien et le frère de Willem van de Velde le Jeune, né après que la famille a quitté Leyde pour Amsterdam. Sa date de naissance exacte n'est pas connue, mais il est certain qu'il est baptisé le 30 novembre 1636 à la Vieille Église.
Il étudie d'abord avec son père, mais devant son absence d'inclination à devenir comme lui un peintre de marines, il part à Haarlem, épicentre de la vogue pastorale dans l'art néerlandais, pour terminer sa formation auprès du paysagiste Jan Wijnants. Paulus Potter et Philips Wouwerman ont également une grande influence sur van de Velde. Sa rencontre avec Potter demeure une simple hypothèse : Potter séjourne à Amsterdam en 1652-1654, à la fin de sa vie, alors que Van de Velde y suit une partie de son apprentissage, mais aucun document n'établit qu'il ait été son élève. Ses premiers tableaux connus datent de 1653.
De retour dans sa ville natale, il travaille quelque temps dans l'atelier de Karel Dujardin, puis s'installe comme artiste indépendant. À l'âge de 21 ans, il y épouse Maria Oudekerk le 5 avril 1657. En plus de ses propres œuvres, Van de Velde travaille également avec de nombreux autres peintres paysagistes. Il dessine notamment des personnages et des animaux dans les œuvres de Jan Hackaert, Jan van der Heyden et Jan Wijnants.
Il meurt en 1672. Ses funérailles ont eu lieu le 21 janvier à la Nieuwe Kerk.

## Œuvres

### Peintures
Sous l'influence de Paulus Potter à Amsterdam, Adriaen van de Velde se spécialise dans la peinture de bétail et de prairies, ainsi que dans des paysages italiens avec des bergers, rappelant les tableaux de Karel Dujardin, Nicolaes Berchem et Jan Asselyn. Il peint également des bords de mer, des portraits et quelques peintures d'histoire.
La variété et le nombre même de tous les tableaux exécutés par Adriaen pendant sa vie, cependant si courte, attestent de sa productivité. Ses collaborations multiples, avec les principaux paysagistes de son temps, lui font une place unique dans l'histoire de l'École hollandaise. Il s'était fait une spécialité de la peinture de petits personnages au sein de ses paysages, et fut souvent sollicité par ses pairs pour réaliser les figures et les animaux de leurs tableaux.
- La Plage à Scheveningen (1658), huile sur toile, 53 × 74 cm, Château Wilhelmshöhe, Cassel[5]
- La Migration de Jacob (1663), huile sur toile, 133 × 180 cm, Wallace Collection, Londres[6]
- La Parabole de l'ivraie (1663), huile sur toile, 31 × 42 cm, Wallace Collection, Londres[3]
- Paysage : animaux à la rivière (1664), huile sur toile, 50 × 71 cm, Musée du Louvre, Paris[7]
- Canal gelé avec patineurs et joueurs de hoquet (1668 ?), huile sur toile, 23 × 30 cm, Musée du Louvre, Paris[8]
- Paysage avec jeune vachère cherchant une puce au bord de l'eau (1671), huile sur bois, 32,4 × 43,2 cm, vendu par Sotheby's Londres, 4 décembre 2008[9].

"
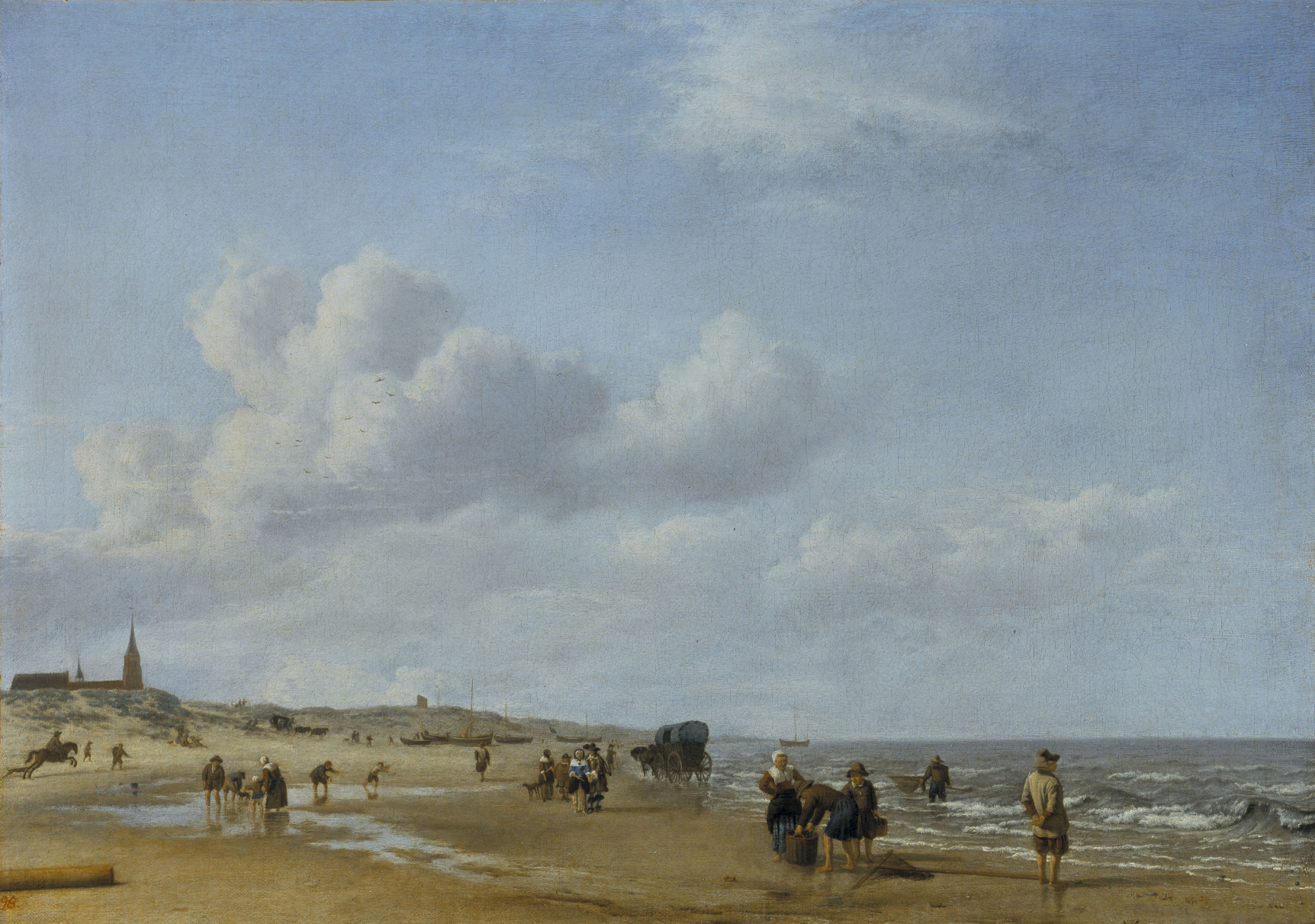
La Plage à Scheveningen (1658) Cassel.
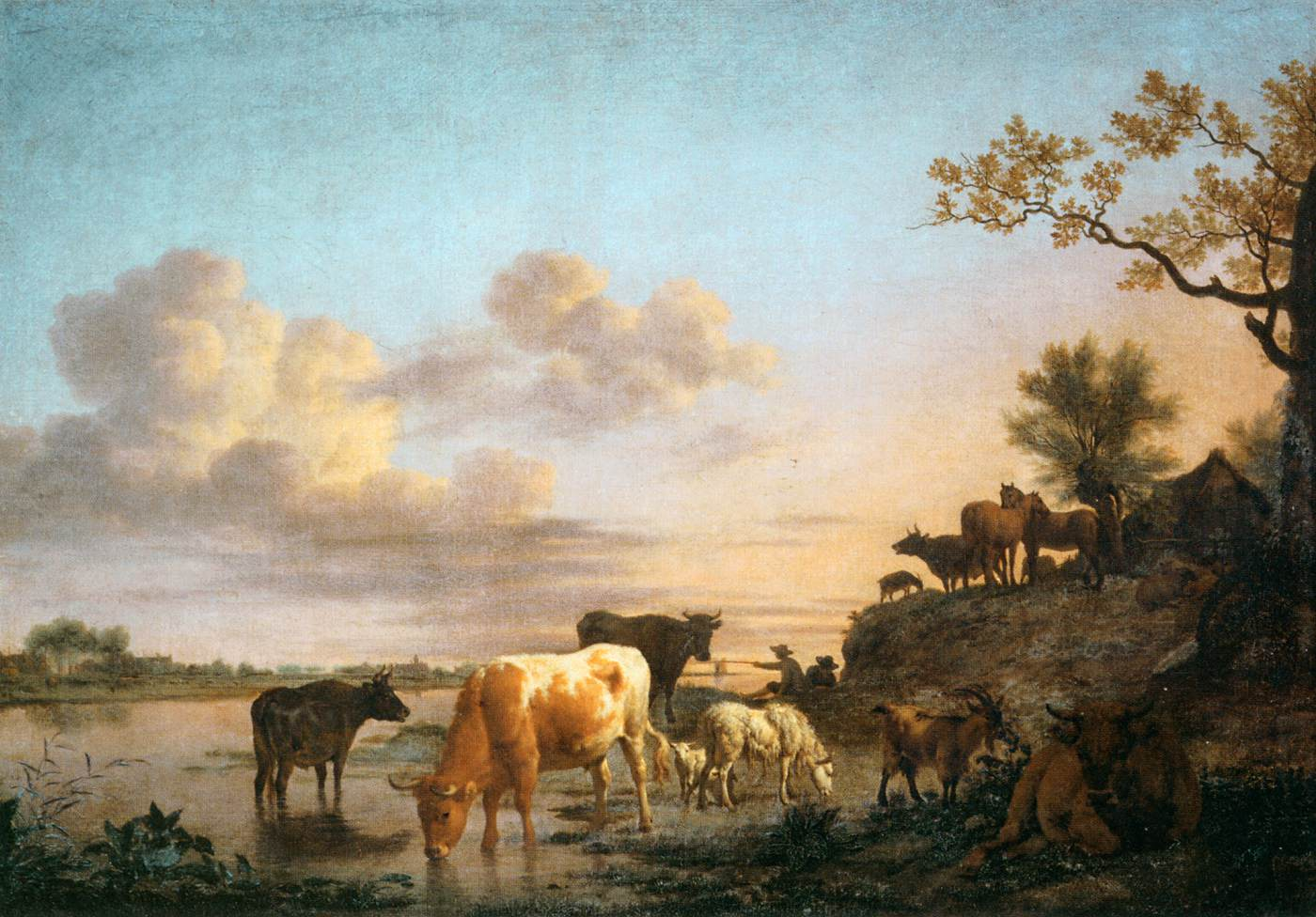
Animaux à la rivière (1664) Musée du Louvre.
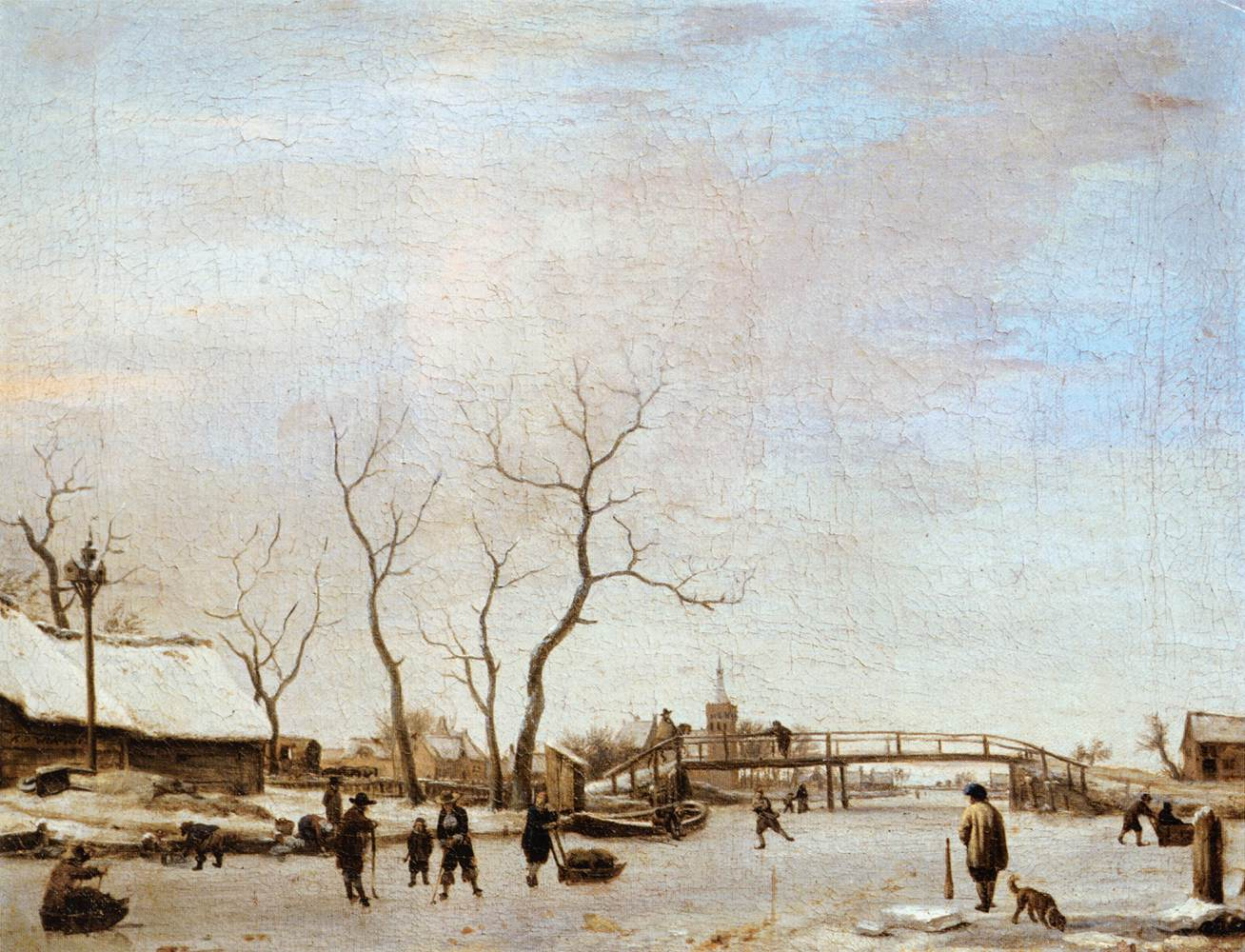
Canal gelé (1668 ?) Musée du Louvre.
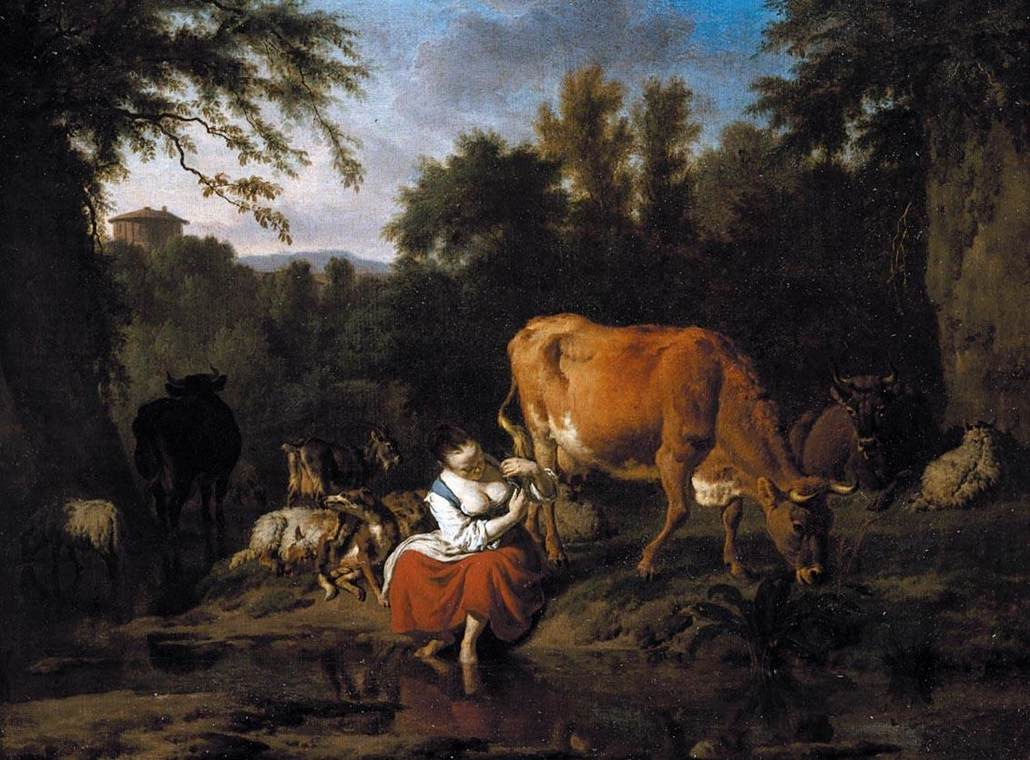
Paysage avec jeune vachère (1671), Collection particulière .

« Elle cherche dans son décolleté l'insecte piqueur. L'image est charmante et l'érotisme, s'il se fait discret, est cependant bien présent. Subtilement, Van de Velde suggère sans dévoiler totalement. Ainsi, l'ingénue vachère a-t-elle le buste penché vers le spectateur, dévoilant une poitrine généreuse par l'échancrure de son décolleté. »

— Collard, 2015, p. 365.

### Gravures

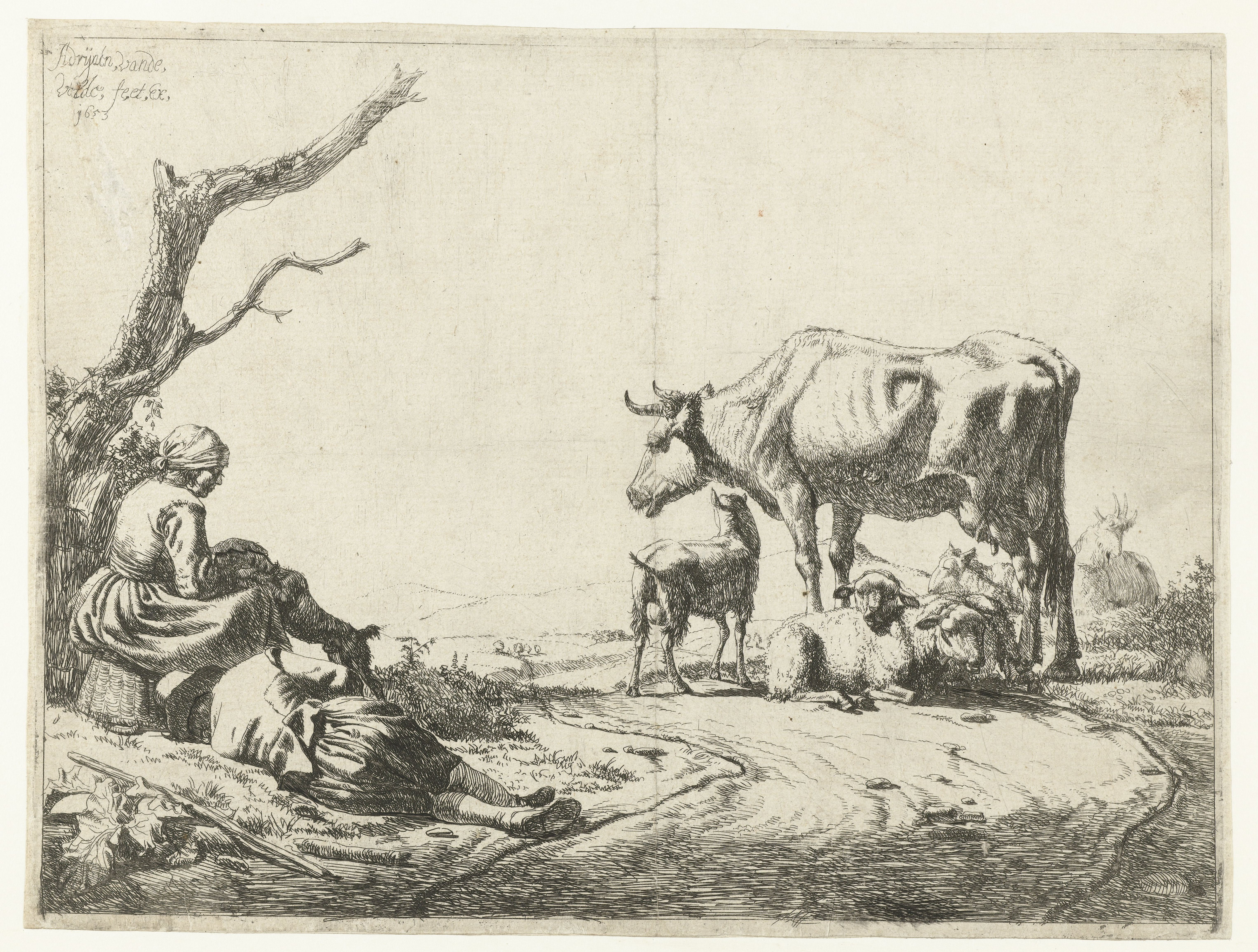
Le Berger et la Bergère avec leurs animaux, 1653.

Les vingt-huit eaux-fortes qui sont connues d'Adriaen van de Velde reprennent des motifs de pastorales dans un décor pittoresque, avec principalement des bergers et leur bétail dans des plaines plates propres aux Pays-Bas du nord. L'espace est souvent suggéré au delà des premiers plans, avec une perspective atmosphérique qui estompe l'horizon. La présence humaine est souvent absente alors qu'elle est nécessaire à la pratique de l'élevage. Il construit ses formes par des lignes de contour et joue des réserves de papier pour obtenir la luminosité de sa composition.
Il s'inscrit dans la veine bucolique de Pieter van Laer et Karel Dujardin, en représentant un espace coupé du monde réel et hors du temps, où la dimension laborieuse du travail rural est effacée. Le bétail vit harmonieusement avec ses maîtres, sans exploitation marchande ou maltraitance. Cette vision est éloignée de la situation réelle des Provinces-Unies alors en pleine urbanisation et en fort développement économique, qui connaissent une surpopulation des villes et un fort exode rural. Ces scènes champêtres idéalisées connaissent alors un grand succès.
Se présentant comme une représentation anecdotique du monde paysan, ses gravures traduisent en fait une idée politique et économique inhérent à l'idée même de Siècle d'or néerlandais.

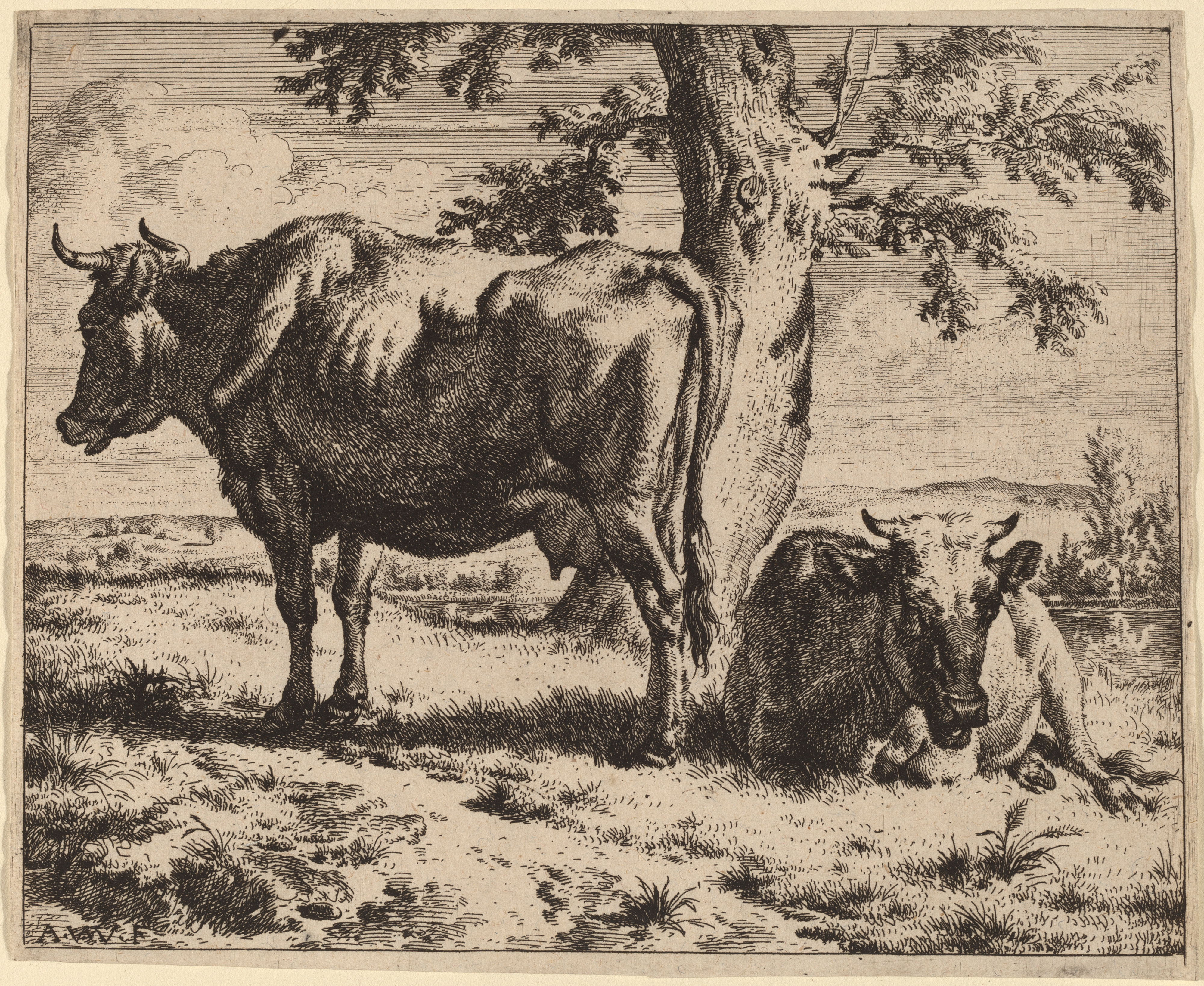
Les deux Vaches au pied d'un arbre, v. 1670.

Les vaches y tiennent une place particulière du fait de l'essor de l'industrie laitière et de l'élevage, les fers de lance de l'économie des Provinces-Unies au XVIIe siècle. La vache revêt une symbolique politique de fierté nationale, interprétée comme une allégorie de la République hollandaise, qui explique en partie l'engouement artistique dont elle fait alors l'objet.
Adriaen van de Velde réalise de véritables portraits d'animaux. Il travaille constamment le rendu de la lumière et l'équilibre entre les nuances sombres de ses encres et les réserves blanches du papier, afin de rendre le modelé des paysages ou le pelage de ses animaux. Les muscles sont dessinés avec précision grâce à un travail des lignes. 
Il étudie les paysages et les animaux dans les alentours d'Amsterdam. Il réemploie parfois ses motifs en les isolant ou en les associant différemment. Le musée du Louvre conserve une statuette de vache modelée en terre qui lui est attribuée. De tels modelages sont documentés dans les ateliers des artistes hollandais du XVIIe siècle qui les utilisent comme complément de leurs études d'après nature.